# Studnia św. Patryka w Orvieto

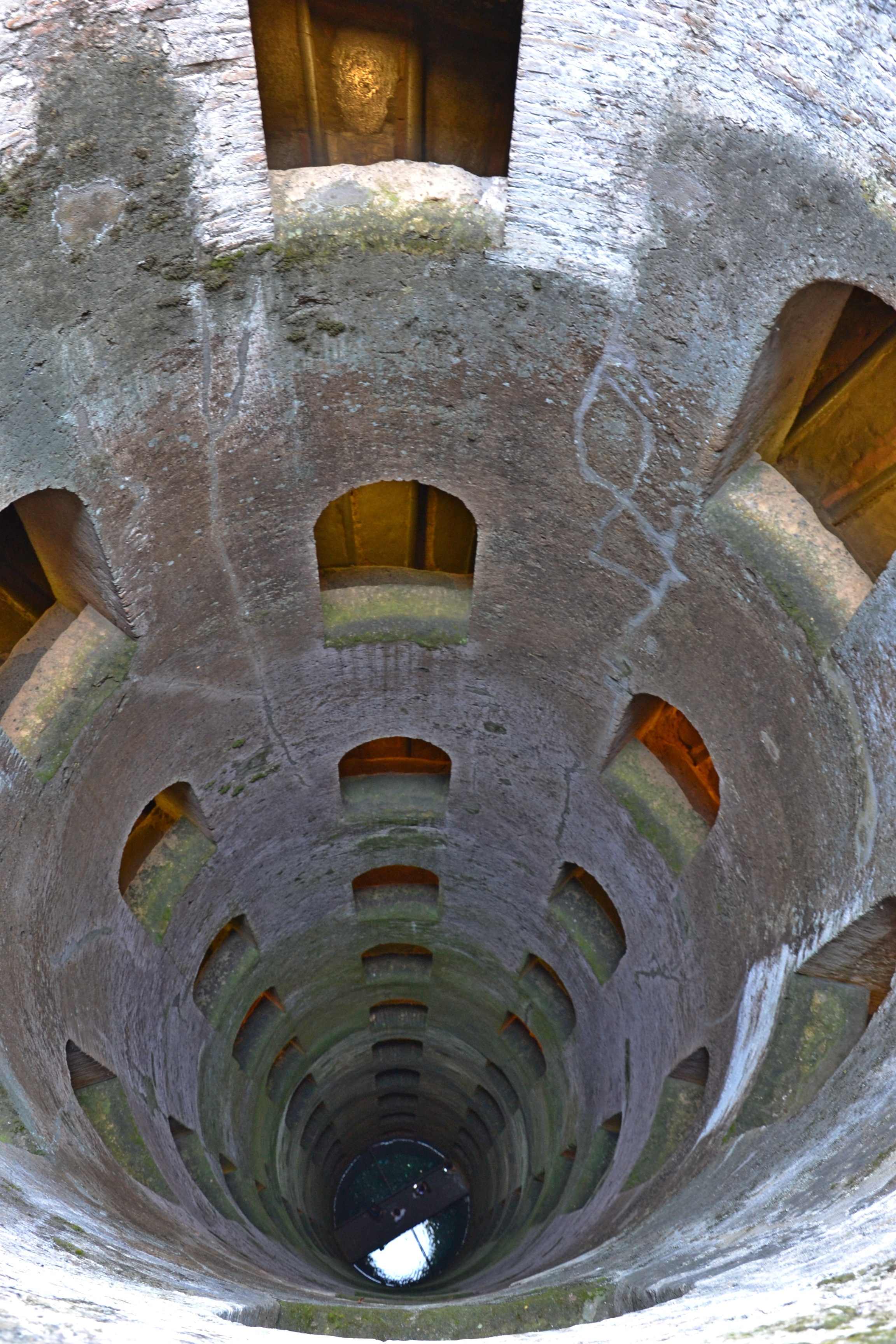
Widok z góry

Studnia św. Patryka (wł. Pozzo di San Patrizio) - zabytkowa studnia zlokalizowana w Orvieto (Włochy).
Obiekt powstał w 1537 i ma 58,44 m głębokości. Wokół otworu poprowadzono dwa niezależne biegi schodów - jedne służące komunikacji w dół, a drugie w górę. Każdy z biegów posiada 248 stopni. Są na tyle szerokie, by mogły po nich wchodzić i schodzić osły, niosące naczynia z wodą. Drogę oświetla 70 małych okien od strony studni. Studnia powstała z potrzeb wojennych - w 1527 Rzym został złupiony przez najemne wojska hiszpańsko-niemieckie (Sacco di Roma). Papież Klemens VII zmuszony był schronić się w Orvieto. Zlecił wtedy florenckiemu architektowi Antonio da Sangallo (młodszemu) zaprojektowanie studni zapewniającej miastu wodę na wypadek długiego oblężenia. Roboty ukończono w 1537. Wykorzystano podziemny ciek płynący pod skałami, na których rozlokowane jest miasto (tuf wulkaniczny). Nazwa studni dała asumpt włoskiemu powiedzeniu - o osobach rozrzutnych mówi się, że mają kieszeń jak studnia św. Patryka (bez dna).